# Jean-Louis Henry de Longuève
Jean-Louis Henry de Longuêve (23 novembre 1752, Orléans - 15 juillet 1841, Vaugereau près Briare), est un avocat et homme politique français.

## Biographie
Premier avocat du roi au bailliage, siège présidial et châtelet d'Orléans, il fut élu député du tiers aux États généraux par le bailliage d'Orléans, le 27 mars 1789. Nommé secrétaire de la Constituante, il fut l'auteur du rapport sur les troubles de Schlestadt. Rentré daus la vie privée après la session, il fut un instant menacé sous la Terreur. 
Le département du Loiret l'envoya au Conseil des Cinq-Cents, le 22 germinal an V, par 177 voix sur 201 votants ; il ne se signala à cette assemblée que par une motion, ayant pour but de défendre aux députés d'accepter une place du Directoire avant un an écoulé depuis la cessation de leurs fonctions législatives. Son élection fut d'ailleurs annulée au 18 fructidor comme entachée de royalisme. 
Il vécut loin des affaires pendant la durée de l'Empire; la seconde Restauration le nomma le 14 août 1815 conseiller d'État. Le 22 août suivant, il fut élu député par le collège du département du Loiret, et fut ensuite successivement réélu par le même collège jusqu'en 1827. Il vota presque constamment avec la majorité.
Il était membre de l'Académie d'Orléans.
Il est inhumé au cimetière de Briare.